# أران

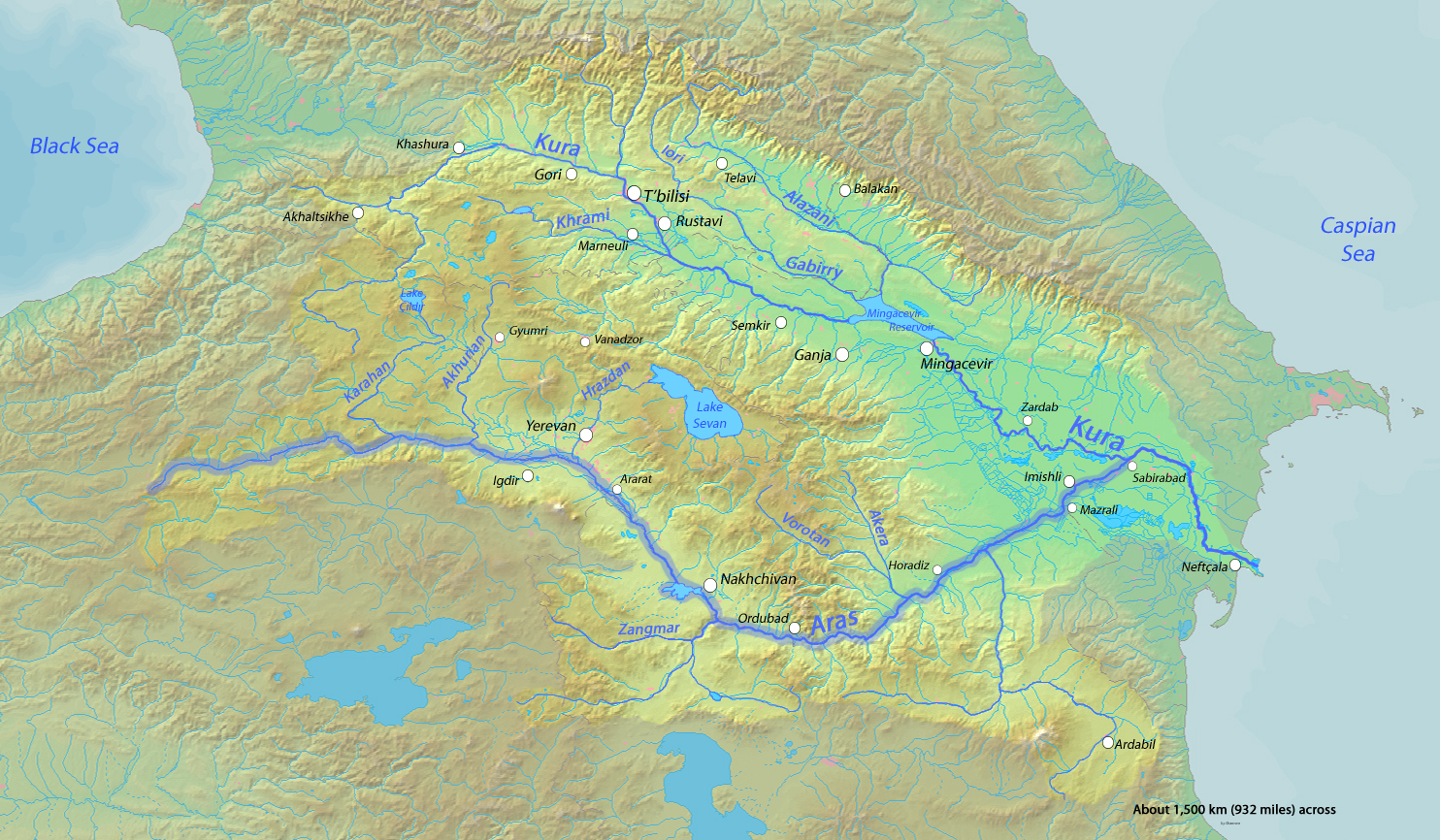
خريطة نهري أراس وكورا

أَرَّانُ اسم جغرافي استخدم في التاريخ القديم والقرون الوسطى للدلالة على إيران وهي المنطقة التي تقع داخل المُثلث من الأراضي المُنخفضة في الشرق والمناطق الجبلية في الغرب، التي شكلتها تقاطع نهري كورا وآراس بما في ذلك المُرتفعات والمُنخفضات قرباغ، وسهل مل وأجزاء من سهل موغان، وفي عصور ما قبل الإسلام، يتوافق تقريبًا مع أراضي جمهورية أذربيجان الحديثة. المُصطلح آت من الفارسية الأوسط  المكافئ للكلمة اليونانية الرومانية ألبانيا. كانت تعرف باسم أغفانيا، ألفانك  وفي الأرمينية آلران (وشكل المُعرب من الران ) في العربية.
اليوم، فإن أران مصطلح يستخدم أساسا في أذربيجان للإشارة إلى الأراضي التي تتكون من ميل و سهول مُغان (في الغالب، بيلكان ، إميشلي ، كردامير ، ساتلي ، صابراباد محافظات جمهورية أذربيجان). كما تم استخدامه من قبل المؤرخ الإيراني عناية الله رضا للإشارة إلى دولة أذربيجان، وتحرير اسم «أذربيجان» للإشارة إلى منطقة داخل إيران. (كان الجزء الأكبر من أراضي جمهورية أذربيجان هو شروان التاريخي وكذلك قُبة).

## علم أصول الكلمات
تُعرف المنطقة باسم أردهان في البارثية ، الران بالعربية ، أغفانك أو ألفانك في الأرمينية ، راني (بالجورجية: რანი) في ألبانيا الجورجية والقوقازية باللاتينية.
كما أطلق الكتاب اليونانيون اللاحقون على الدولة اسم أريانيا بدلاً من ألبانيا ، والشعب أريانوي بدلاً من ألبانوي. في بعض المؤلفين الكلاسيكيين، يجد المرء شكل Arian / Aryan.

## الحدود
في عصور ما قبل الإسلام، كانت ألبانيا القوقازية / أران مفهومًا أوسع من مفهوم أران ما بعد الإسلام. غطت أران القديمة جميع ما وراء القوقاز الشرقية، والتي شملت معظم أراضي جمهورية أذربيجان الحديثة وجزءًا من أراضي داغستان. ومع ذلك ، في عصور ما بعد الإسلام ، تقلص المفهوم الجغرافي لأران إلى المنطقة الواقعة بين نهري كورا وأراكس.
في تأريخ من العصور الوسطى «أجايب الدنيا» ، كتبه مؤلف مجهول في القرن الثالث عشر، قيل أن أران كان يبلغ عرضها 30 فرسخ (200 كم) وطول 40 فرسخًا (270 كم). نُسبت جميع الضفة اليمنى لنهر كورا إلى أران (كانت الضفة اليسرى لنهر كورا تُعرف باسم شيرفان). تغيرت حدود أران عبر التاريخ ، لتشمل أحيانًا كامل أراضي جمهورية أذربيجان الحالية، وفي أوقات أخرى أجزاء فقط من جنوب القوقاز . في بعض الحالات ، كانت أران جزءًا من أرمينيا.
أعطى الجغرافيون الإسلاميون في العصور الوسطى أوصافًا لأران بشكل عام، وبلداتها، والتي تضمنت بردعة، وبيلقان ، وكنجه، إلى جانب آخرين.

## تاريخ أران

### الفترة الإسلامية

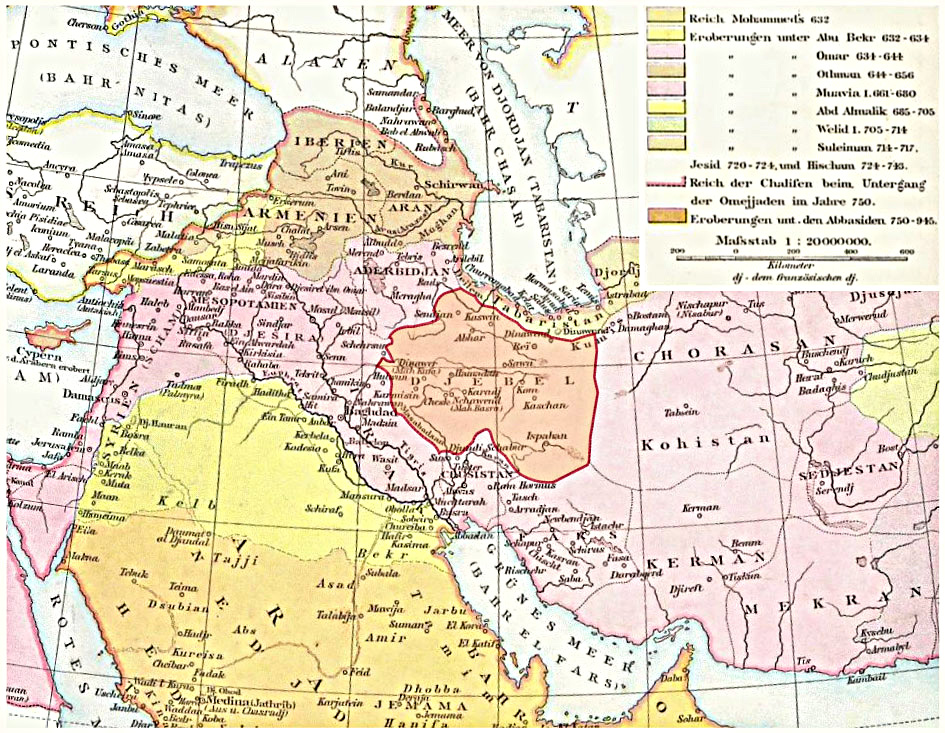
تقع أران غرب بحر قزوين

بعد الفتح الإسلامي لفارس، غزا العرب القوقاز في القرن الثامن وأدرجت معظم أراضي ألبانيا القوقازية السابقة تحت اسم أران. كانت هذه المنطقة في بعض الأحيان جزءًا من الخلافة العباسية بناءً على أدلة مسكوكية وتاريخية. سلالات من أصول بارثية أو فارسية. وبعد الفتوحات العربية قاتلوا ضد الخلافة من أواخر القرن السابع إلى منتصف القرن الثامن.
في وقت مبكر شملت السلالات الحاكمة في ذلك الوقت الإمارات الروادية وبنو الساج وبنو سلار ، شداديون و شيكي و تبليسي. وكانت المدن الرئيسية آران في أوقات مبكرة من القرون الوسطى بردعة وكنجه. برزت بردعة في القرن العاشر وكانت تستخدم لإيواء دار سك العملة،وأُسرت من قبل الروس والشماليون عدة مرات في القرن العاشر نتيجة لبعثات بحر قزوين في روسيا. لم تتعافى بردعة أبدًا بعد هذه المداهمات وتم استبدالها ببيلقان كعاصمة لها، والتي نهبها المغول بدورها في عام 1221. بعد ذلك ، برزت كنجة وأصبحت المدينة المركزية في المنطقة. كانت مدينة كنجة، عاصمة السلالة الشداديون ، «المدينة الأم لآران» خلال فترة حكمهم.
أصبحت أراضي أران جزءًا من الإمبراطورية السلجوقية، تليها أتابكة أذربيجان. تم الاستيلاء عليها لفترة وجيزة من قبل سلالة الخوارزمية ثم اجتاحتها إمبراطورية المغول في القرن الثالث عشر. وفي وقت لاحق، أصبحت جزءا من الشوبانيون ، الجلائريون ، التيمورية ، والإيرانية الصفوية ، السلالة الأفشارية، و القاجاريون، عندما خسرت إيران معركة كبرى توسعة الإمبراطورية الروسية ونتيجة لذلك اضطرت إلى توقيع معاهدة تركمنشاي ( (بالروسية: Туркманчайский договор)‏ ، (بالفارسية: عهدنامه ترکمنچای) ) التي كان عليها التنازل عن جميع أراضي القوقاز لروسيا.

## الشعوب
يتألف سكان أران من مجموعة كبيرة ومتنوعة من الشعوب. يقدم المؤلفون اليونانيون والرومانيون والأرمن أسماء بعض الشعوب التي سكنت الأراضي الواقعة بين نهري كور وأراكسيس:
- اليوطيون والميسيون - على ما يبدو مهاجرون من الجنوب.
- قزوينيون ، غرغريون و غرمان
- السكاسينيون - من أصل سكوثيون
- الجيليان ، السوديان ، اللوبينيون ، البلاسانيون - ربما قبائل قوقازية.
- من المُحتمل أن يكون الفارسيون والباراسيون إيرانيون

في أواخر القرن الرابع، عندما انتقلت المنطقة إلى ألبانيا القوقازية، كان سكانها يتألفون من الأرمن والسكان الأصليين الأرمن، على الرغم من أن العديد من هؤلاء لا يزالون يُشار إليهم على أنهم كيانات عرقية متميزة.
في عصور ما قبل الإسلام ، كان سكان أران ومعظم ألبانيا القوقازية مسيحيين ينتمون إلى كنيسة ألبانيا القوقازية. تحت الحكم العربي (من القرن السابع إلى القرن التاسع) تم إسلام جزء من السكان وتبني المذهب العلوي. ذكرت السجلات الإسلامية للقرن العاشر أن بعض سكان عران يتحدثون الرانية، بالإضافة إلى اللغتين العربية والفارسية. نظرًا لعدم وجود دليل مكتوب، افترض بعض العلماء أن الرانية لهجة إيرانية  بينما افترض آخرون أنها من بقايا لغة ألبانية قوقازية. المنطقة التي كانت توجد بها غانجا، خلال القرنين التاسع والثاني عشر المسماة أران ؛ تحدث سكانها الحضريون بشكل رئيسي باللغة الفارسية.
باستثناء بعض اليوطيين، استوعب الأرمن سكان أران الذين ظلوا مسيحيين وجزئيًا من قبل الجورجيين.

## أُنظر أيضاً
- ألبانيا القوقازية
- جنوب القوقاز
- عبر القوقاز
- جمهورية أذربيجان الديمقراطية
- جمهورية أذربيجان الاشتراكية السوفياتية
- أذربيجان الإيرانية